# Concilio Lateranense (769)
Il concilio Lateranense fu celebrato dal 12 al 14 aprile 769 nella Basilica lateranense sotto la presidenza di papa Stefano III. Fu «una delle più rilevanti assemblee conciliari italiane dell'VIII secolo.»

## Fonti e documenti
Non esistono gli atti completi di questo concilio, ma solo alcuni frammenti, trasmessi dalle collezioni canonistiche medievali. La storia del concilio è contenuta nella vita di papa Stefano III del Liber pontificalis, il cui autore mostra di aver attinto direttamente dagli atti sinodali. Un riassunto della storia è stato scoperto nel codex Helmstadienses 454 e pubblicato da Hermann Wasserschleben nel 1839.
Il concilio si svolse in quattro sessioni, chiamate actiones. Della prima sessione è rimasto un lungo frammento degli atti originali, comprensivo dell'incipit, ritrovato nel Settecento nel codex Veronensis 57 del capitolo dei canonici della città scaligera e pubblicato da Gaetano Cenni nel 1735. Della seconda sessione non si è conservato alcun frammento, e per la storia di questa bisogna riferirsi necessariamente a quanto riportano il Liber pontificalis e il codice Helmstadienses. Della terza e della quarta sessione si conservano solo alcuni brevi frammenti, pubblicati, assieme a tutti gli altri documenti e frammenti conciliari, da Albert Werminghoff nell'edizione delle Monumenta Germaniae Historica del 1906.
Della quarta sessione, che affrontò il problema delle dottrine iconoclaste, si trovano ampie informazioni nella lettera che papa Adriano I scrisse nel 791 a Carlo Magno; anche questa lettera si trova nell'edizione di Werminghoff.

## Contesto storico
Papa Paolo I era morto il 28 giugno 767. Già durante la sua malattia, il duca di Nepi Totone aveva cercato di imporre sulla sede romana il fratello Costantino, ma era stato fermato dal primicerio dei notai romani, Cristoforo, che aveva ottenuto dal duca nepesino la promessa di rispettare le norme canoniche per l'elezione del vescovo di Roma. Ma alla morte di Paolo I, Totone si rimangiò le sue promesse, occupò Roma e fece eleggere dai laici della sua fazione, per acclamazione, il fratello Costantino come nuovo papa, con il nome di Costantino II. Questi ricevette, contro ogni regola canonica, tutti gli ordini sacri in pochi giorni e intronizzato a San Pietro il 5 luglio, ricevendo al contempo l'omaggio di tutti i preti e i vescovi presenti a Roma, ad eccezione del primicerio Cristoforo.
Il 12 agosto, tramite Teodoro, legato del patriarca di Gerusalemme, era giunta a Roma una missiva per Paolo I, ormai deceduto, con la quale numerosi vescovi orientali e i patriarchi di Gerusalemme, Antiochia e Alessandria, in risposta a precedenti lettere di quel pontefice, facevano professione di fede ortodossa contro il divieto del culto delle immagini, definito e confermato dal concilio di Hieria del 754. Costantino II comunicò la lettera al re franco Pipino, cogliendo l'occasione per riferire al sovrano le modalità della sua elezione e per sollecitare una decisa presa di posizione nei suoi confronti. Questa lettera di Costantino non ebbe nessuna risposta, come una sua precedente.
Nel frattempo Cristoforo, con il figlio Sergio, era riuscito a fuggire da Roma e ad interessare alle dispute romane il re longobardo Desiderio, a cui chiese di liberare Roma dall'usurpatore. La mattina del 29 luglio 768 un gruppo di soldati longobardi penetrò a Roma dalla porta di San Pancrazio. Il duca Totone trovò la morte nel tentativo di impedire l'accesso all'armata e l'antipapa venne fatto prigioniero. Nel caos che regnava in città, i Longobardi, su istigazione del prete Waldiperto, cercarono di imporre un nuovo antipapa, Filippo, il quale di fronte alla reazione negativa di Cristoforo e dei suoi sostenitori, pensò bene di rinunciare all'incarico.
Il 6 agosto 768, nella Basilica lateranense, un'assemblea composta di vescovi, di presbiteri e di laici romani deposero ufficialmente l'antipapa Costantino, che nei giorni precedenti era stato accecato e rinchiuso nel monastero di San Saba sull'Aventino. La stessa assise elesse come nuovo vescovo di Roma il presbitero di Santa Cecilia Stefano III.
Appena eletto papa, Stefano III inviò al re Pipino una delegazione con lo scopo di chiedere l'appoggio dei Franchi alla celebrazione di un concilio e l'invio di una rappresentativa dell'episcopato franco. La delegazione giunse a Parigi dopo la morte di Pipino, avvenuta il 24 settembre. I figli Carlo Magno e Carlomanno accondiscesero alle richieste pontificie.

## Svolgimento del concilio
Il concilio si aprì il 12 aprile 769 nella Basilica lateranense, alla presenza di 52 vescovi. Dal regno franco era arrivati 12 vescovi, tra cui ben 7 metropoliti, ossia gli arcivescovi di Sens, Tours, Magonza, Lione, Bourges, Narbonne e Reims. Gli altri vescovi erano tutti italiani, provenienti per lo più dall'Italia centrale e alcuni dai territori longobardi; tra questi v'erano i rappresentanti del metropolita bizantino di Ravenna.
Il concilio affrontò sostanzialmente tre questioni: gli avvenimenti accaduti a Roma negli ultimi due anni e l'usurpazione di Costantino II, su cui il concilio doveva pronunciarsi in via definitiva; l'intrusione dei laici nell'elezione di Costantino e dunque la necessità di formulare nuove norme per l'elezione del vescovo di Roma; la questione dell'eresia iconoclasta, nuovamente riformulata nel concilio di Hieria del 754.

### Il processo e la condanna di Costantino II
Stefano III, all'inizio dell'assemblea, si dichiarò estraneo ai fatti che portarono sulla cattedra di Roma un laico, e perciò invitò il primicerio Cristoforo ad esporre ai presenti le vicende degli ultimi due anni. Il racconto di Cristoforo è riportato dal codice Veronese, ma si interrompe prima della sua conclusione. Il Liber pontificalis racconta che durante questa prima sessione, venne fatto introdurre in assemblea Costantino II, al quale fu chiesto come avesse potuto, lui, un laico, accedere alla dignità di papa; rispose che vi era stato costretto con la forza, e gettandosi a terra proclamò la propria colpevolezza, chiedendo il perdono dei padri conciliari.
I padri conciliari non presero alcuna decisione in merito. Nella seconda sessione fu nuovamente posta all'antipapa la domanda, e Costantino cercò di difendersi, dicendo come anche in altri casi, ossia Sergio di Ravenna e Stefano di Napoli, un laico era stato elevato all'episcopato. Il discorso di Costantino irritò a tal punto i presenti, che lo percossero e lo cacciarono dalla chiesa. Il decreto della sua elezione e tutti gli atti da lui compiuti durante il suo pontificato vennero bruciati.
Due giorni dopo, il 14 aprile, durante la terza sessione conciliare, fu pronunciata la definitiva condanna di Costantino II, che venne rinchiuso in un monastero, del quale non si conosce il nome. Nella stessa sessione, i padri conciliari si pronunciarono anche sull'attività pastorale e liturgica dell'antipapa: tutti i sacramenti da lui impartiti vennero invalidati, ad eccezione del battesimo e della cresima, come pure le ordinazioni sacerdotali ed episcopali. In particolare, le persone ordinate da Costantino «vennero retrocesse al grado da loro rivestito in precedenza nella gerarchia ecclesiastica», ma con la possibilità, almeno per i vescovi, di essere rieletti e riconsacrati, misura questa che non aveva precedenti nella storia della Chiesa.

### Norme per l'elezione del vescovo di Roma
Durante la terza sessione, dopo la condanna di Costantino II, il concilio stabilì anche nuove norme per l'elezione del vescovo di Roma. Erano eleggibili solo i cardinali diaconi e i cardinali presbiteri («diaconus aut presbyter cardinalis»), e facevano parte del gruppo degli elettori solo i chierici della Chiesa di Roma. Erano in questo modo assolutamente esclusi i laici, sia come elettori sia come eleggibili, «ut nullus unquam praesumat laicorum ad sacri pontificatus honorem promoveri». Ai laici spettava solo il compito di omaggiare il nuovo vescovo, dopo la presa di possesso della cattedra, «sicut omnium dominum». Il concilio inoltre decretò che, durante l'elezione del vescovo, era vietato far entrare in Roma forze militari e che fossero presenti persone armate sul luogo dell'elezione.
«Il primo tentativo dell'aristocrazia militare di Roma [...] d'imporre sulla cattedra di San Pietro una propria creatura con la speranza di foggiarsi nel Papato un prezioso strumento per il predominio politico di una delle sue consorterie, era dunque non soltanto fallito, ma aveva raggiunto il risultato opposto.»

### La condanna dell'eresia iconoclasta
La quarta sessione, si occupò del culto delle immagini, comprovato da testi e affermazioni dei Padri della Chiesa, che furono letti durante la sessione. Il concilio anatemizzò le decisioni del concilio di Hieria del 754, riconobbe alle immagini sacre il diritto alla venerazione che tutti i pontefici e i Padri della Chiesa hanno sempre accordato loro, ed approvò la lettera sinodale che il patriarca di Gerusalemme aveva inviato a Roma nell'agosto del 767.
Il concilio si concluse con una solenne processione dalla Basilica lateranense a San Pietro.

## Partecipanti
L'elenco dei partecipanti al concilio del 769 si trova in due soli codici: il codex Veronensis 57, che contiene ampi stralci della prima sessione del concilio; e il codex Vossianus 41, proveniente da Auxerre, l'unico tra i manoscritti del Liber Pontificalis a riportare l'elenco dei vescovi. Oltre ai 52 vescovi, o rappresentanti di vescovi, il codice Veronese riporta anche i nomi dell'arciprete Gregorio, dei presbiteri romani Teofi(lo), Eustachio, Clemente, Donato, Armogenio, Teofilatto e Teodosio, e dell'arcidiacono Anastasio.
Il presente elenco di vescovi riporta la lista del codex Veronensis; le varianti nei nomi del codex Vossianus sono indicate tra parentesi; altre differenze fra le due liste sono registrate in nota.
1. Valentino presbitero e Giovanni diacono rappresentanti di Sergio di Ravenna[12]
2. Vulcario di Sens
3. Giorgio di Ostia[13]
4. Vulfranno[14] di Meaux
5. Lullone di Magonza
6. Gavieno (Gaugeno) di Tours
7. Adone di Lione
8. Erminario (Ermennario) di Bourges
9. Daniele di Narbonne
10. Ermenberto di Worms[15]
11. Bernolfo[16] di Würzburg
12. Erlulfo di Langres
13. Turpino di Reims
14. Giselberto (Gislaberto) di Noyon
15. Giuseppe di Dertona
16. Lanfrido (Lanfredo) di Castro
17. Aurinando (Auriano) di Tuscania

1. Radoino di Bagnoregio
2. Pietro di Populonia
3. Felerado (Filerado) di Luni
4. Teodoro arciprete e Pietro diacono rappresentanti di Girolamo di Pavia
5. Pietro di Ceri
6. Maurino (Mauro) di Polimarzio
7. Leone di Castello
8. Sergio di Ferentino
9. Giordano di Segni
10. Adone di Orte
11. Ansualdo (Ansaldo) di Narni
12. Nirgozio di Anagni
13. Agatone di Sutri
14. Stefano di Centocelle
15. Teodosio di Tivoli
16. Pinio di Tre Taverne
17. Bonifacio di Priverno

1. Leonino di Alatri
2. Valerano di Trevi[17]
3. Bono di Monterano
4. Gregorio di Selva Candida
5. Eustrazio di Albano
6. Poto di Nepi[18]
7. Citonato di Porto
8. Antonino di Cesena
9. Giovanni di Faenza
10. Stabilino (Stabile) di Pesaro
11. Mauro di Fano
12. Gioviano di Cagli[19]
13. Giorgio di Senigallia[20]
14. Sergio di Ficocle
15. Sabazio presbitero rappresentante di Tiberio di Rimini
16. Fiorentino di Gubbio
17. Gregorio presbitero rappresentante di Maurino (Marino) di Urbino
18. Citonato di Velletri[21]